# Sant’Andrea delle Fratte

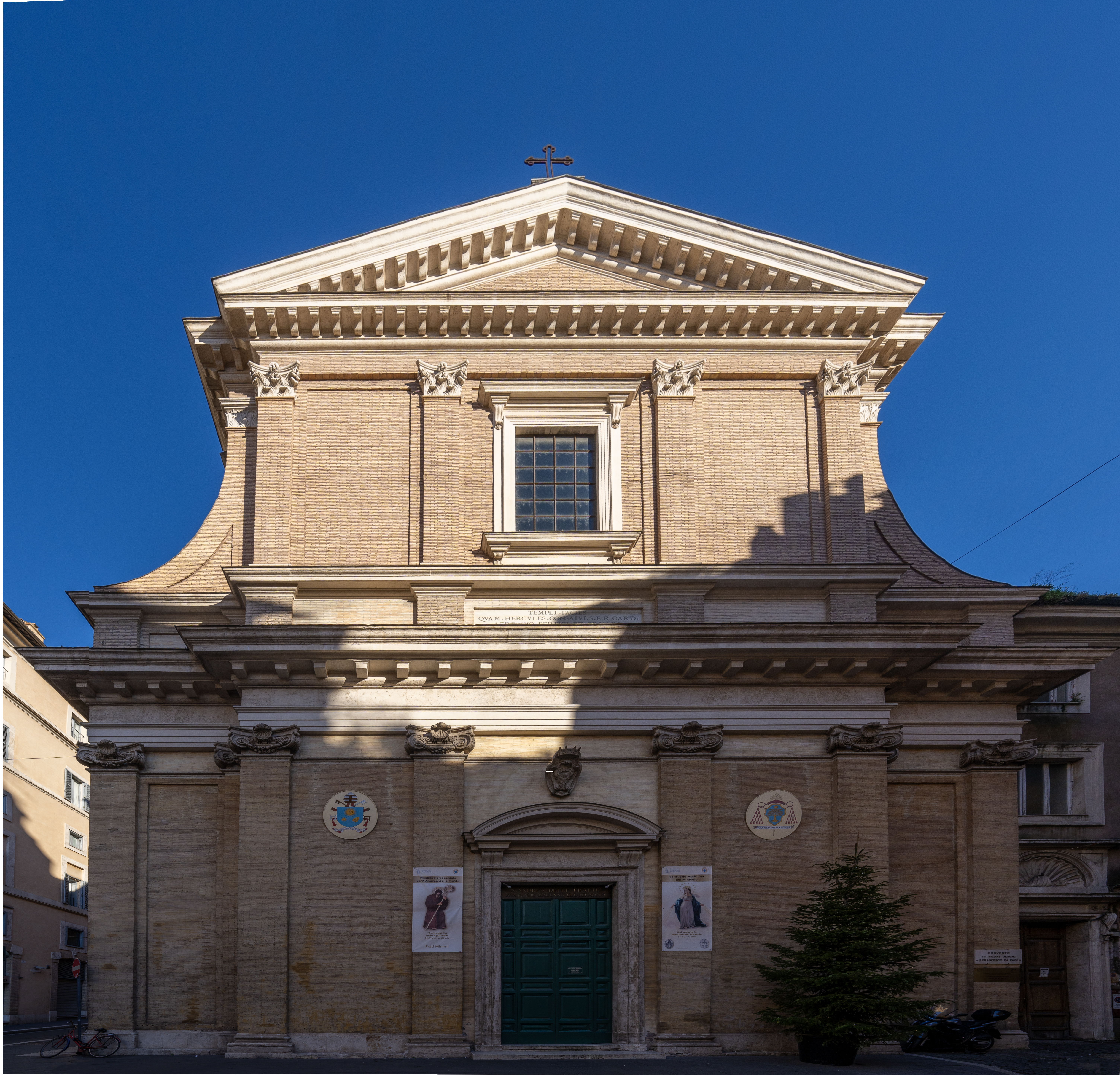
Fassade

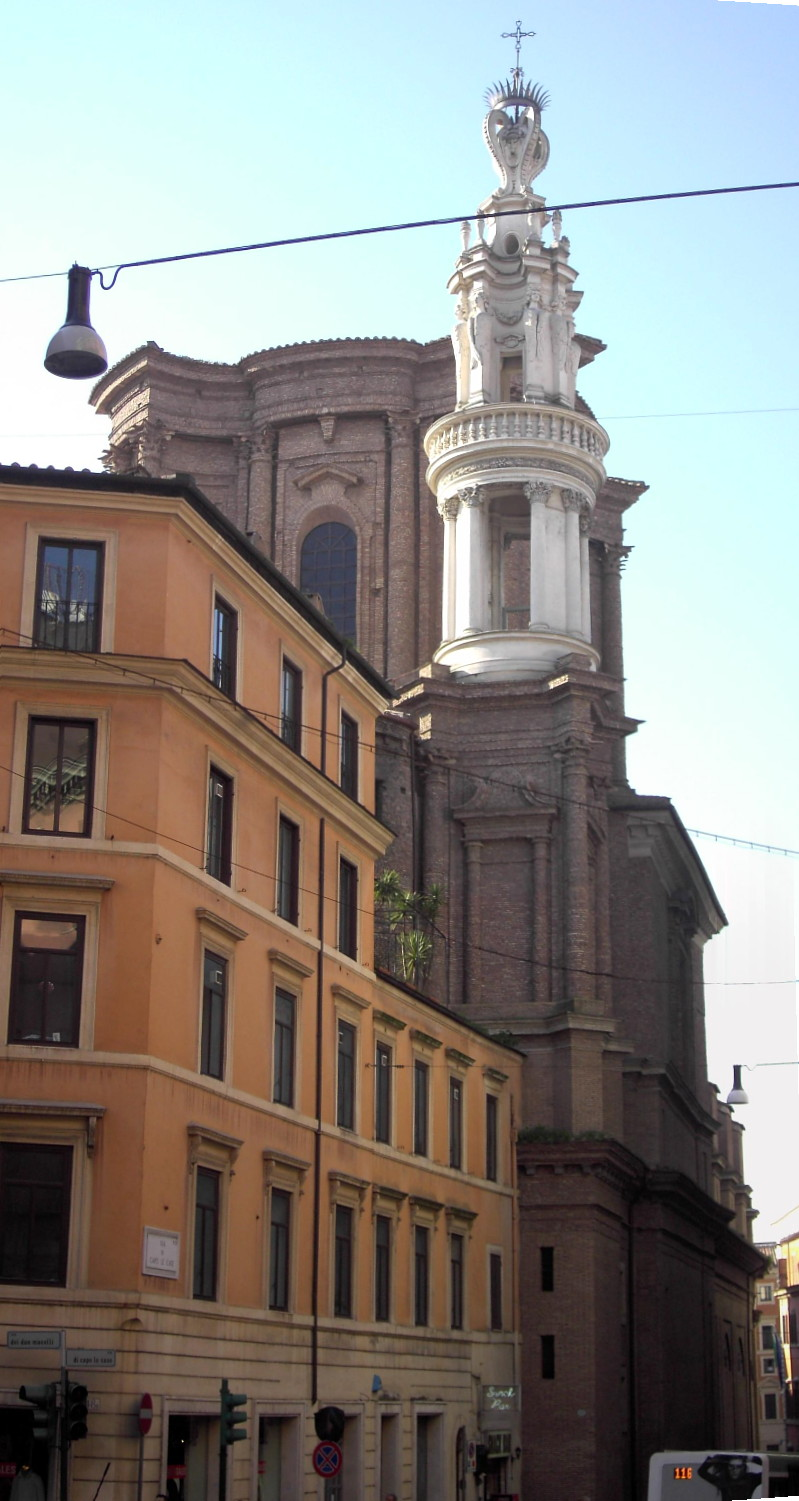
Kuppel und Glockenturm

Sant’Andrea delle Fratte (lateinisch Sancti Andreae Apostoli de Hortis) ist eine Kirche in Rom, die größtenteils im 17. Jahrhundert entstand. Sie ist Titelkirche der römisch-katholischen Kirche und beherbergt u. a. die Gräber Rudolf Schadows und Angelika Kauffmanns sowie zwei Marmorstatuen Gian Lorenzo Berninis.

## Lage
Die Kirche liegt im Municipio I (Centro Storico) an der gleichnamigen Via di Sant’Andrea delle Fratte etwa 250 Meter südsüdöstlich der Piazza di Spagna. Im 12. Jahrhundert lag diese Stelle am Rande des bebauten Gebietes im Gebüsch, daher der Name delle fratte – „zu den durch Reisig und Dornbüsche unwegsamen Orten“.

## Baugeschichte
Sant’Andrea delle Fratte wurde bereits im 12. Jahrhundert erwähnt. Ihre heutige Gestalt erhielt sie im Wesentlichen im 17. Jahrhundert, die Fassade zur Via di Sant’Andrea delle Fratte wurde erst 1826 fertiggestellt.

## Grundstruktur
Die Kirche ist ein einschiffiger Bau mit Querhaus, Kuppel und einem Glockenturm. Sie blieb aus Geldmangel unvollendet, die Bauarbeiten wurden 1665 abgebrochen. Für Rom ungewöhnlich, sind die Sichtflächen deshalb nicht marmorn verkleidet, vielmehr ist lediglich Ziegelmauerwerk barocken Formenreichtums zu sehen.

## Äußeres
Das Querhaus mit der Kuppel und den Glockenturm errichtete Francesco Borromini von 1653 bis 1656. Er hatte den Auftrag dafür 1653 vom Marchese Bufalo erhalten. Eine Besonderheit stellen die turmähnlichen, durch Doppelsäulen gegliederten Vorsprünge des Kuppeltambours dar. Der hochbarocker Formenvielfalt folgende Glockenturm ist der einzige aus Marmor ausgeführte äußere Bauteil. Die ebenfalls fast nur aus Ziegelmauerwerk bestehende Fassade hieß Giuseppe Valadier 1826 im Stil des Klassizismus ausführen.

## Inneres

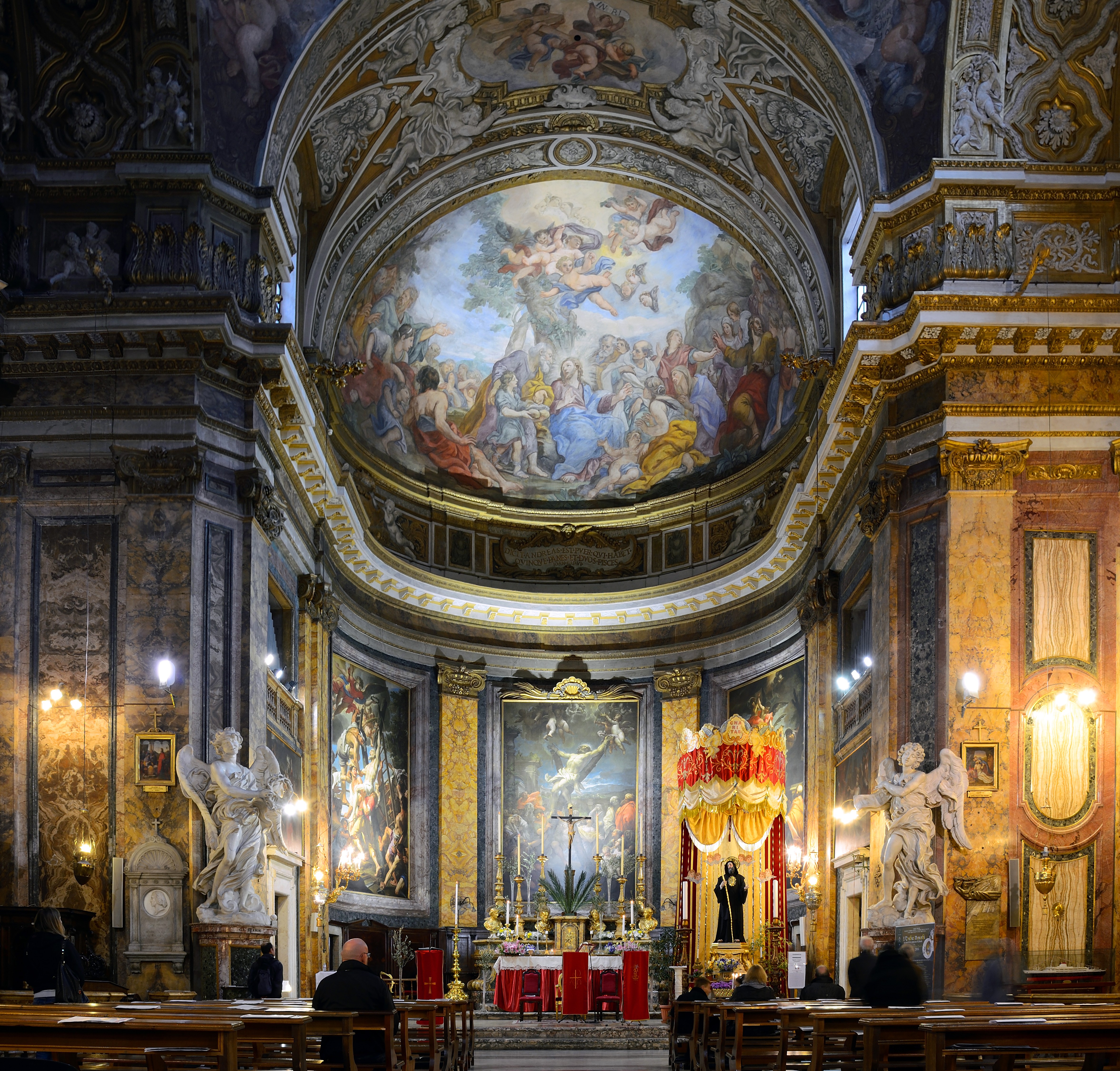
Inneres von Sant’Andrea delle Fratte

Das Innere ist reich mit Marmor verkleidet. Die Pfeiler zwischen den Seitenkapellen sind als Pilaster ausgeführt, ein kräftiges umlaufendes Gesims gliedert die Wände horizontal. Vorbild für die Raumgebung im Inneren könnte Il Gesù gewesen sein. Geleitet wurden die Ausführungen der Arbeiten im Inneren im 17. und 18. Jahrhundert u. a. durch Francesco Cozza, Giovanni Battista Maini und Paolo Posi.

### Statuen von Bernini
Jeweils links und rechts des Choreingangs befinden sich zwei marmorne Engel Gian Lorenzo Berninis, ursprünglich von 1667 bis 1670 für die Engelsbrücke geschaffen. Der linke hält die Dornenkrone Christi, der rechte das Schriftband des Kreuzes. Der Kirche wurden sie von den Nachkommen Berninis 1729 geschenkt. Das Wohnhaus von Bernini befand sich schräg gegenüber der Kirche.

### Kuppel
Die Kuppel ist vollständig ausgemalt, verfügt aber über kein Opaion, wodurch es zu mäßigem Lichteinfall kommt; für jene der Kirche Sant’Andrea in Mantua wurde diese zum Vorbild.

### Madonnenkapelle
In der dritten Seitenkapelle links wird die Muttergottes von der wundertätigen Medaille (Madonna del Miracolo) verehrt. An dieser Stelle bekehrte sich der jüdische Bankierssohn Alphonse Ratisbonne 1842 zum Christentum, nachdem er eine Vision der Jungfrau Maria hatte. Die Kirche gilt damit als einziger Marienerscheinungsort Roms und wird daher auch das „römische Lourdes“ genannt.

### Kapelle des hl. Franz von Paola
Die Kapelle des Hl. Franz von Paola ließ Filippo Barigioni von 1726 bis 1736 neu einrichten.

### Grabmäler
Die Kirche enthält zahlreiche Grabdenkmäler für verschiedene deutsche Künstler, die in Rom lebten und starben, etwa Friedrich Müller. Am letzten rechtsseitigen Pfeiler befindet sich das Grab des 1822 verstorbenen Bildhauers Rudolf Schadow. In der vierten Seitenkapelle linker Hand wurde 1807 die Malerin Angelika Kauffmann bestattet.

### Krypta
Bei Renovationsarbeiten wurde zu Beginn des 21. Jahrhunderts unter dem Hauptaltar eine Krypta mit einem Putridarium von 13 Sitzen entdeckt. Es handelt sich um die einzige bekannte derartige Anlage in Rom.

### Orgel
Die Orgel wurde von dem Orgelbauer Michele Continie in der 2. Hälfte des 20. Jahrhunderts erbaut. Das Instrument hat 32 Register auf drei Manualwerken und Pedal. Die Trakturen sind elektrisch.
| I Positivo Aperto C–c4 |    |
| Corno di Camoscio      | 8′ |
| Flauto Camino          | 4′ |
| Silvestre              | 2′ |
| Clarinetto             | 8′ |

| II Grand’Organo C–c4 |       |
| Principale           | 16′   |
| Principale           | 8′    |
| Ottava               | 4′    |
| Duodecima            | 2 ⁄3′ |
| Decimaquinta         | 2′    |
| Ripieno IV           |       |
| Flauto               | 8′    |
| Flauto               | 4′    |
| Dulciana             | 8′    |
| Voce Umana           | 8′    |
| Tromba               | 8′    |

| III Espressivo C–c4 |        |
| Viola               | 8′     |
| Bordone             | 8′     |
| Principalino        | 8′     |
| Ottavina            | 4′     |
| Flauto              | 4′     |
| Nazardo             | 2 ⁄3′  |
| Ripieno III         |        |
| Piccolo             | 2′     |
| Terza               | 1 3⁄5′ |
| Oboe                | 8′     |
| Tremolo             |        |

| Pedale C–g1  |     |
| Contrabbasso | 16′ |
| Basso        | 8′  |
| Ottava       | 4′  |
| Bordone      | 16′ |
| Fagotto      | 16′ |
| Fagotto      | 8′  |
| Fagotto      | 4′  |

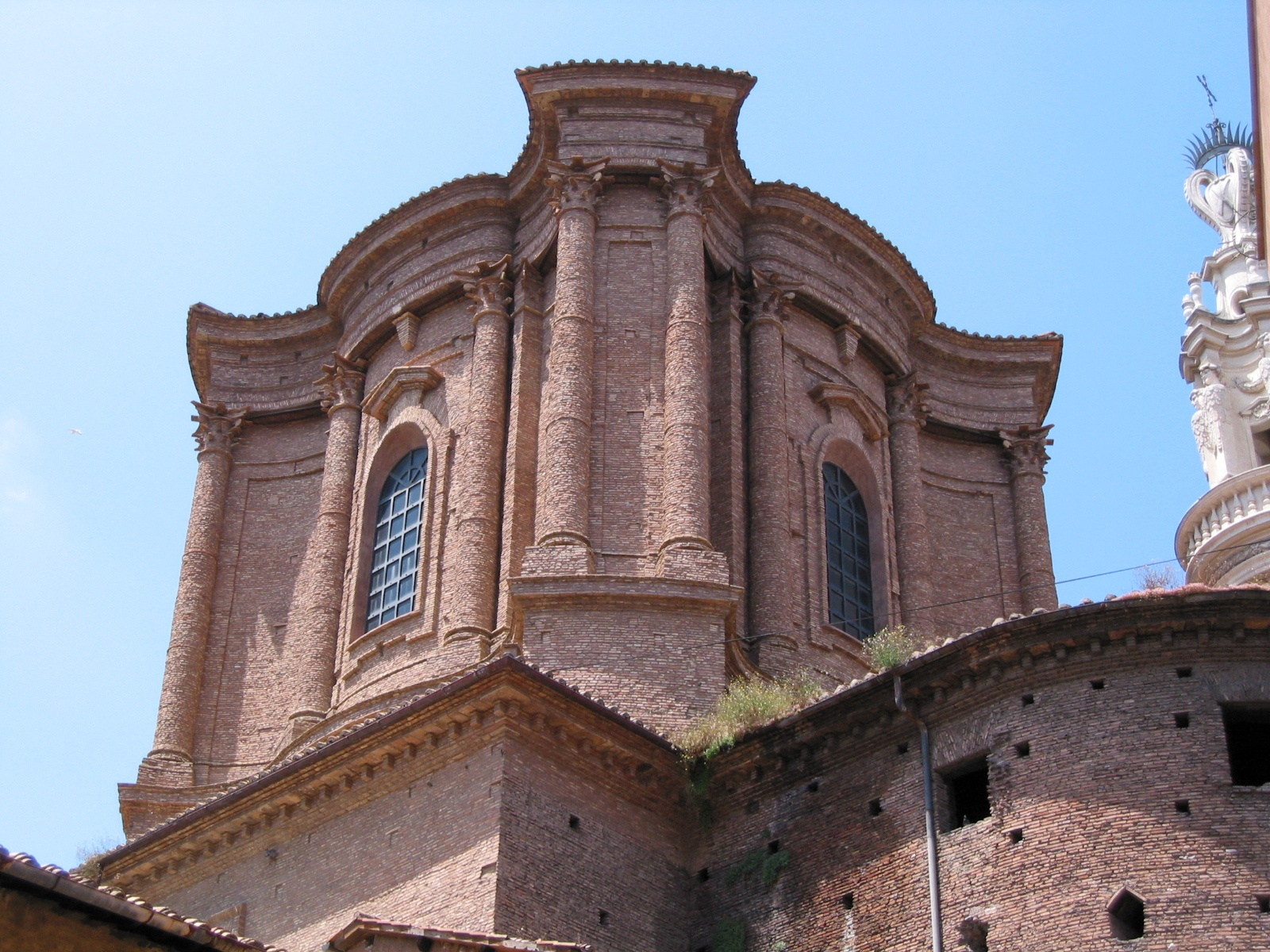
Kuppeltambour
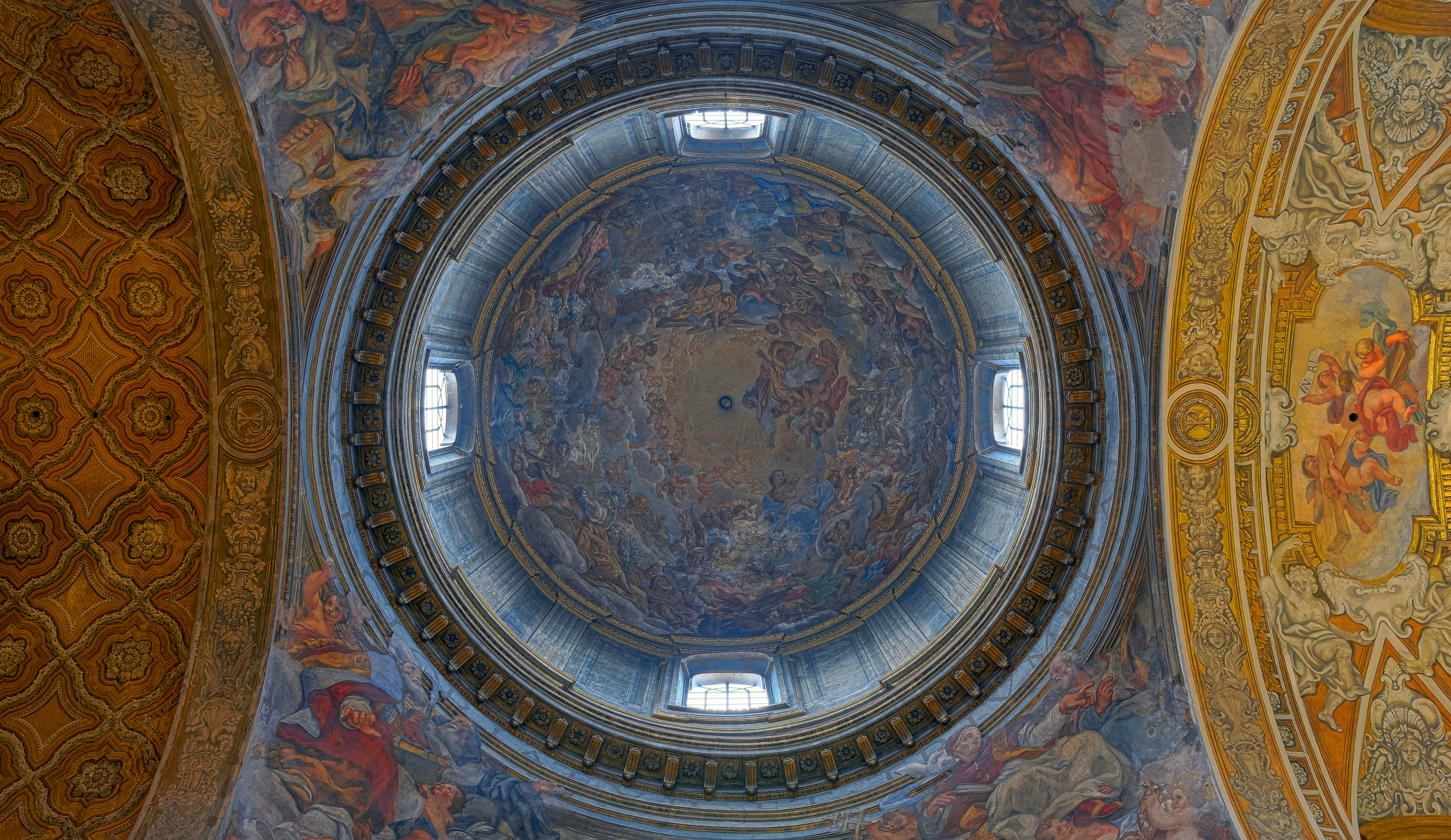
Innenansicht der Kuppel
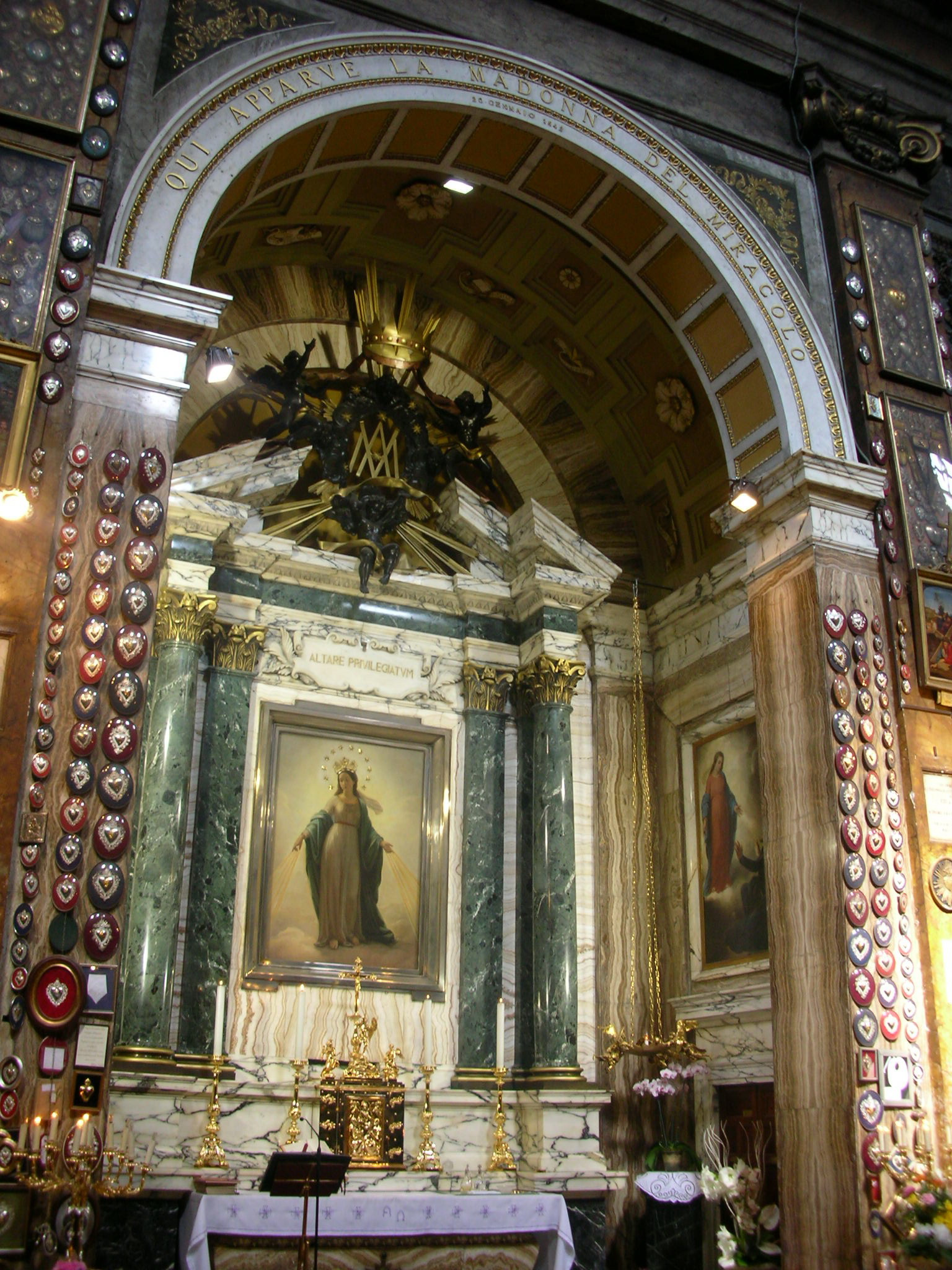
Madonna del Miracolo
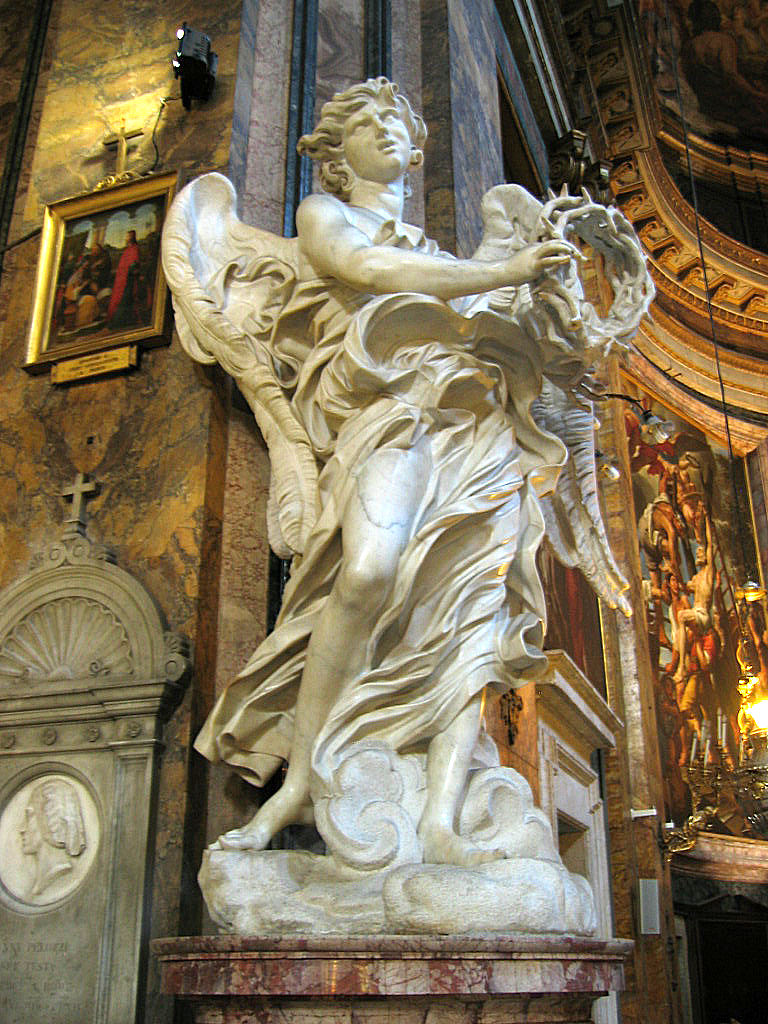
Linker Engel mit Dornenkrone
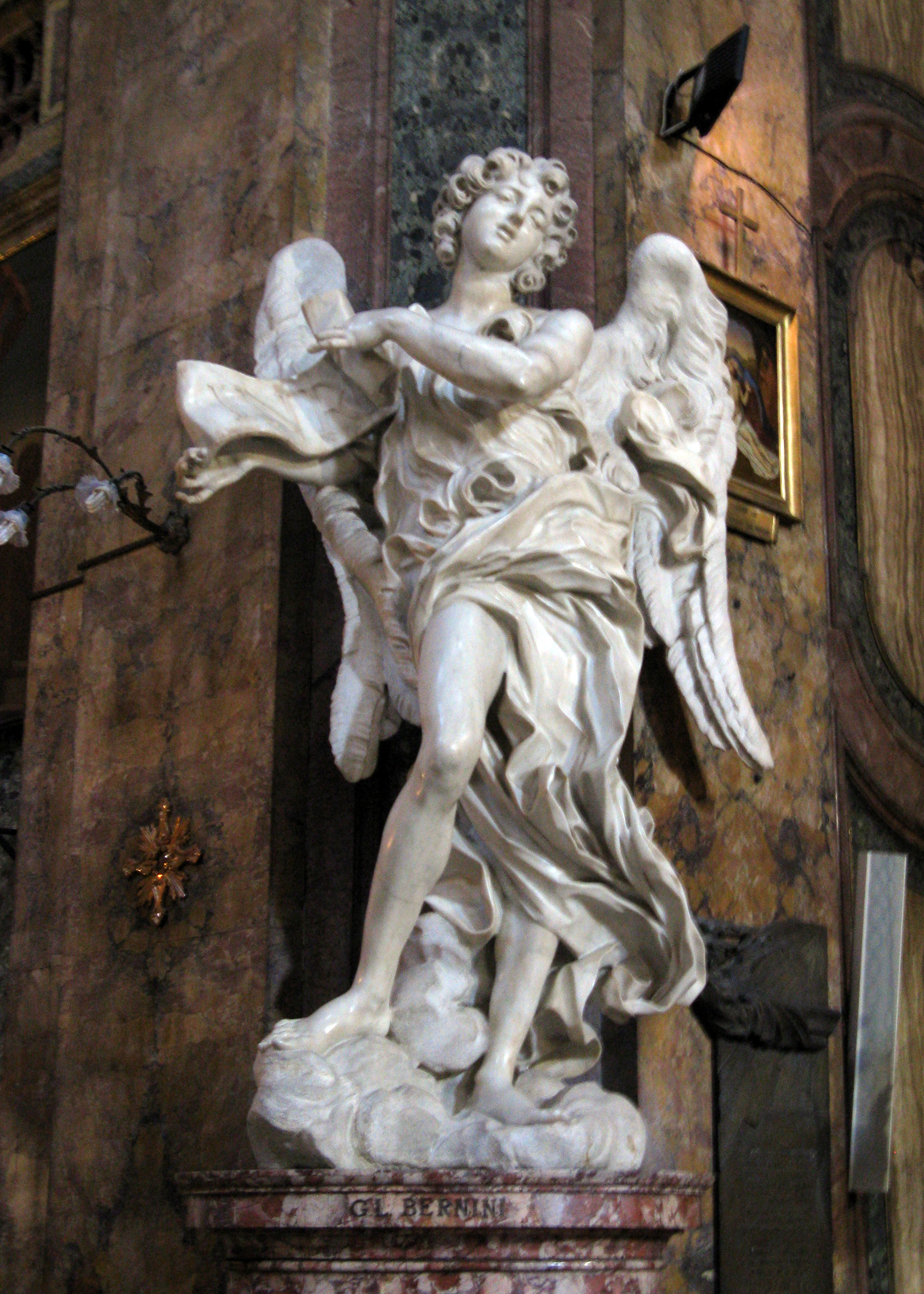
Rechter Engel mit Schriftband